# Libertà di stampa nella Repubblica Italiana
La libertà di stampa nella Repubblica Italiana al momento della sua formalizzazione, il 18 giugno 1946, era stata progressivamente ripristinata in seguito alla caduta del regime fascista, il 25 luglio 1943. Durante tutta la durata della seconda guerra mondiale tuttavia, e nell'immediato dopoguerra venne sottoposta a vari limiti e condizioni, in parte derivate dalla legislazione che regolava la libertà di stampa nel Regno d'Italia.
Nelle zone sottoposte al governo della Repubblica Sociale Italiana la libertà di stampa non esisteva, se non nei limiti di un ridotto frondismo fascista.

## Legislazione precedente la fondazione della Repubblica attualmente in vigore

### Le leggi sulla libertà di stampa approvate al tempo del Regno d'Italia
Molte delle leggi che regolano la libertà di stampa nella Repubblica Italiana provengono dalla riforma in senso liberale promulgata da Giovanni Giolitti nel 1912, che istituì anche il suffragio universale per tutti i cittadini di sesso maschile. Molte di queste leggi liberali vennero abrogate dal Governo Mussolini già durante i primi anni di governo (si pensi alle leggi "fascistissime" del 1926). Di particolare importanza poi l'approvazione del nuovo Codice penale del 1930, conosciuto anche come «Codice Rocco», dal nome del Ministro della giustizia del Governo Mussolini, che imbrigliava e puniva la stampa dell'epoca (si pensi agli artt. 57 c.p.,303 c.p., 662 c.p., alcune delle quali abrogate solo di recente).
Il principale contenitore dei principi giuridici fondamentali e delle leggi ordinarie del Regno d'Italia era lo Statuto Albertino (1848), legge fondante dell'Italia unitaria, che risente - secondo giuristi e storici - l'influenza del dispotismo illuminato di derivazione francese:
(dallo Statuto del Regno d'Italia, già valido nel Regno di Sardegna dal 4 marzo 1848)
Nel 1876 a Milano, Eugenio Torelli Viollier, fonda il Corriere della Sera, giornale di centro "moderato" che nel 1906 diventa il primo giornale italiano per diffusione, con 150 000 copie. Dal 1866 veniva stampato il quotidiano Il Secolo (radicale), che storicamente si ritiene il primo vero giornale d'Italia, con schiere di cronisti per tutta l'Italia, distribuzione nazionale e buona qualità delle foto e impaginazioni, grazie alle risorse dell'editore Sonzogno.

### Leggi ereditate dal regime fascista
Nel 1930 il Governo Mussolini promulga il codice penale elaborato dal ministro Alfredo Rocco, conosciuto come «Codice Rocco». In realtà per «Codice Rocco» si intendono due codici: il codice penale e il codice di procedura penale. Quest'ultimo è stato definitivamente sostituito nel 1988 con il passaggio da un sistema inquisitorio a un sistema tendenzialmente accusatorio e con l'introduzione del cosiddetto giusto processo (nuovo art. 111 della Costituzione). Le riforme hanno cancellato la filosofia persecutoria di base nonché molti articoli (ma non tutti: si pensi alla censura in materia cinematografica). 

Al contrario, il codice penale Rocco è tuttora in vigore, pur essendo stato ampiamente modificato e novellato dal legislatore o dalla Corte costituzionale. Il legislatore l'ha modificato parzialmente in più occasioni, come nel 1945 e nel 1951, nel 1982 e nel 1999.
In sostanza, molte norme di epoca fascista, che regolano questioni "minori" come la necessità di autorizzazione per la stampa, sono ancora in vigore, e vengono ignorate o interpretate in modo "addolcito" dalla maggior parte dei pubblici funzionari italiani. Per altro, la mancanza di un ammodernamento della normativa penale ed amministrativa italiana alle nuove tecnologie, costringe ad interpretazioni talvolta ampie, talvolta restrittive da parte della magistratura, con effetti deleteri: una delle conseguenze paradossali è che difficilmente sarebbero sanzionabili provider di siti web pornografici o addirittura pedo-pornografici che abbiano la loro sede al di fuori del territorio della Repubblica (cfr. art. 5 c.p.).
Le stesse norme portano ad una condanna o ad una assoluzione a seconda dell'orientamento del giudice che le interpreta. Si pensi che nel 2008, in base ad una interpretazione "restrittiva" di articoli del codice penale, riguardanti l'obbligo di registrazione presso il tribunale di ogni tipo di pubblicazione, che si è esteso anche a qualsiasi sito internet (quantunque non concepito per tale utilizzo) lo storico Carlo Ruta venne condannato in quanto gestore di sito web per "stampa clandestina" in primo e secondo grado, fino a quando la Corte di cassazione ha pronunciato l'assoluzione.

## La libertà di stampa nella Costituzione repubblicana: l'art. 21
Con la liberazione di Roma nel 1944 da parte degli Alleati della seconda guerra mondiale, esplodono una serie di fermenti politici che covavano sotto la cenere imposta dal regime fascista, e ogni idea politica presente tra i patrioti della Resistenza si esprime sotto forma di giornali stampati in fogli ciclostilati che vengono distribuiti o passati di mano in mano per le città e le campagne.
La Costituzione repubblicana nasce nel 1947, frutto di un'aperta dialettica tra gli schieramenti di destra e di sinistra. L'accordo sostanziale tra i tre grandi partiti costituenti di massa e di governo quali DC, PSI e PCI apparve strumentale per dare al paese una legge in merito con qualche compromesso. Il voto definitivo sul futuro articolo 21 della Costituzione avvenne il 15 aprile 1947. Nel frattempo le norme sul sequestro degli stampati, ancora di impronta fascista, suscitarono vivaci reazioni in molti importanti quotidiani come «Il Tempo», «Il Popolo» e il «Corriere della Sera». Il governo De Gasperi elaborò un progetto di legge organica sulla stampa che venne però discusso nel gennaio 1948, dopo l'entrata in vigore della nuova Costituzione e la rottura della coabitazione coi social-comunisti. Entrò in vigore la legge-stralcio n. 47 dell'8 febbraio 1948 che istituiva le regole di organizzazione, gestione, censura e registrazione dei giornali italiani nel nuovo ordinamento democratico, ma vennero accantonati problemi importanti come le perplessità sull'obbligo dell'iscrizione all'Albo dei giornalisti (che poteva costituire un limite al diritto di tutti di esprimere un pensiero libero), la pubblicità dei finanziamenti (introdotta solo nel 1981), la responsabilità penale per i reati commessi a mezzo stampa e la disciplina della diffamazione.
L'Articolo 21 della Costituzione italiana si trova nella Parte I che regola i Diritti e Doveri dei Cittadini, al Titolo I sotto la voce "Rapporti Civili".
La stampa non può essere soggetta ad autorizzazioni o censure.

Si può procedere a sequestro soltanto per atto motivato dell'autorità giudiziaria nel caso di delitti, per i quali la legge sulla stampa espressamente lo autorizzi, o nel caso di violazione delle norme che la legge stessa prescriva per l'indicazione dei responsabili.
In tali casi, quando vi sia assoluta urgenza e non sia possibile il tempestivo intervento dell'autorità giudiziaria, il sequestro della stampa periodica può essere eseguito da ufficiali di polizia giudiziaria, che devono immediatamente, e non mai oltre ventiquattro ore, fare denunzia all'autorità giudiziaria. Se questa non lo convalida nelle ventiquattro ore successive, il sequestro s'intende revocato e privo di ogni effetto.
La legge può stabilire, con norme di carattere generale, che siano resi noti i mezzi di finanziamento della stampa periodica.
Sono vietate le pubblicazioni a stampa, gli spettacoli e tutte le altre manifestazioni contrarie al buon costume. La legge stabilisce provvedimenti adeguati a prevenire e a reprimere le violazioni.»
(Costituzione della Repubblica Italiana, Articolo 21)
Si ravvisano nel dettato costituzionale una riserva di legge e una riserva di giurisdizione:
- Riserva di legge: la materia è di totale competenza del Parlamento; il governo non può intervenire.
- Riserva di giurisdizione: solo un giudice può sequestrare e/o chiudere una testata. Il giudice deve indicare in modo tassativo quale legge è stata violata. La norma serve a garantire che non ci sia nessuna motivazione di tipo politico dietro il sequestro di uno stampato.

### Motivazioni dei costituenti
Il particolare momento in cui ha operato la Costituente, all'uscita da un ventennio in cui la libertà era stata soppressa, aveva spinto una larga maggioranza dei costituenti, con ampia intesa tra forze progressiste e moderate, ad individuare nella libertà di stampa uno dei cardini del nuovo stato democratico. Le uniche riserve erano state quelle di un controllo delle manifestazioni contrarie al buon costume.
La tendenza, però, prevalente era quella di considerare l'espressione solo in senso stretto come libertà di produrre, senza censura preventiva, solo testi a stampa.

### L'art 21 e lalibertà d'antenna
Sulla base di questa visione restrittiva del diritto di manifestare liberamente il proprio pensiero una larga e trasversale parte delle forze politiche ha sempre trovato motivi per restringere la libertà di espressione, giustificando la presenza di un monopolio della Rai in campo radiotelevisivo, adducendo il motivo che le frequenze disponibili sull'etere sono un numero relativamente limitato.
A distanza di trent'anni dallo scontro tra le due opposte visioni affiora ora in modo chiaro che gli aspetti giuridici della questione furono, da una parte e dall'altra usati solo come pretesto per sostenere le proprie tesi. Con una spaccatura orizzontale dello schieramento politico i democristiani e i comunisti difesero ad oltranza il monopolio. Il Partito Repubblicano, tanto più piccolo dal punto di vista di presenza parlamentare, prese netta posizione a favore dei principi di libertà di trasmissione.
La chiave "giuridica" per ribaltare un rapporto politicamente squilibrato fu la possibilità di trasmissione televisiva via cavo, settore in cui la scarsità delle frequenze non era invocabile. Nel dibattito tenuto in occasione dei 35 anni di Telebiella, con un messaggio videoregistrato del ministro Paolo Gentiloni non ci sono state remore nell'ammettere che i sostenitori dell'applicazione liberal dell'articolo 21 avevano forzato la mano nel trovare un pretesto per sollevare la questione incidentale di costituzionalità, (la corte rileva una sostanziale identità tra le motivazioni di remissione e quelle della difesa), ma altrettanto le motivazioni politiche dei partiti "maggiori" appaiono veramente inconsistenti. Sulla questione un governo Andreotti fu costretto alle dimissioni dal ritiro dell'appoggio esterno repubblicano, da cui l'espressione: Giulio Andreotti è inciampato sul cavo di Telebiella.
Da allora Articolo 21 è diventata perciò una locuzione che raggruppa associazioni che sostengono un concetto molto più ampio dello stesso testo della Costituzione e che trovano il campo per una richiesta di un utilizzo delle nuove tecnologie più liberal.

### L'art. 21 nella Svizzera italofona
Per un caso fortuito, l'articolo 21 della legge federale svizzera riguarda la libertà dell'arte. Poiché in nome di essa la legge svizzera sul diritto d'autore è molto più permissiva di quella italiana (ad esempio per scaricare file musicali per scopi non commerciali), l'espressione articolo 21 ha assunto valenze liberal.

## Le leggi successive
Nel 1948 fu emanata la nuova legge sulla stampa (legge 8 febbraio 1948 n. 47), che abrogava le disposizioni del passato regime. L'autorizzazione era sostituita dalla registrazione della testata (art. 5). 
La legge del 1948, tuttora in massima parte vigente: 
- stabiliva, tra l'altro, quali indicazioni obbligatorie devono apparire sugli stampati;
- definiva le prerogative del direttore responsabile e del proprietario (editore);
- fissava le regole per la registrazione delle pubblicazioni periodiche;
- conteneva norme afferenti al reato di diffamazione a mezzo stampa (responsabilità civile, riparazione pecuniaria).

### I giornalisti condannati per reati d'opinione
Stanis Ruinas
Stanis Ruinas, direttore del “Pensiero Nazionale”, periodico di “ex fascisti di sinistra”, fu arrestato il 12 aprile 1950 a Roma per «istigazione alla rivolta armata contro i poteri costituiti»: in due articoli (Ai comunisti e Insorgere contro il sanfedismo) la Procura di Roma ritenne di rinvenire un invito al PCI ed agli ex fascisti saloini, alla ribellione contro il governo De Gasperi. Dopo quaranta giorni di detenzione a Regina Coeli, fu prosciolto in istruttoria per non aver commesso il fatto. 
Per altri articoli, alcuni firmati, altri non firmati ma dei quali rispondeva come direttore responsabile, il 16 febbraio 1953 Ruinas venne condannato dalla Corte di Assise di Roma, dopo una lunga serie di sette processi, a otto mesi di carcere per reati a mezzo stampa ("vilipendio continuato al Governo" e "offese al Sommo Pontefice"). Il giornalista non poté evitare di scontare quattro mesi e mezzo di carcere a causa di una precedente condanna penale a tre giorni di detenzione, con l'applicazione della condizionale, rimediata nel 1930 per un duello alla spada svoltosi a Carrara. Stanis Ruinas fu il primo giornalista della Repubblica Italiana a scontare una pena detentiva in carcere per reati a mezzo stampa.
Guido Aristarco
Nel 1953 Guido Aristarco, direttore di «Cinema Nuovo», e il critico Renzo Renzi furono condannati da un tribunale militare per vilipendio delle forze armate. La rivista aveva pubblicato un soggetto cinematografico firmato da Renzi, L'armata s'agapò. In esso si criticava il comportamento dei soldati italiani nella campagna di Grecia del 1940-41. Arrestati, furono rinchiusi per un mese nel carcere militare di Peschiera del Garda.
Giovannino Guareschi
Giovannino Guareschi nel 1950 fu condannato con la condizionale a otto mesi di carcere nel processo per vilipendio al Capo dello Stato, Luigi Einaudi. Alcune vignette sul Candido avevano messo in risalto che Einaudi, sulle etichette del vino di sua produzione (un Nebbiolo), permetteva che venisse messa in evidenza la sua carica pubblica di "senatore". Guareschi non era l'autore materiale della vignetta (l'autore fu Carletto Manzoni), ma fu condannato in quanto direttore responsabile del periodico.
Nel 1954 poi Guareschi venne condannato per diffamazione (articolo 595 del codice penale italiano ed articolo art. 13 della legge 8 febbraio 1948, "legge sulla stampa") su denuncia dell'allora presidente del Consiglio Alcide De Gasperi. Divenuta esecutiva la sentenza, alla pena fu accumulata anche la precedente condanna ricevuta nel 1950 per vilipendio al Capo dello Stato. Guareschi venne recluso nel carcere di San Francesco del Prato a Parma, dove rimase per 409 giorni, più altri sei mesi di libertà vigilata ottenuta per buona condotta. Sempre per coerenza, rifiutò in ogni momento di chiedere la grazia.
Arrigo Benedetti
Nel 1955 Arrigo Benedetti, direttore del settimanale «L'Espresso», e il giornalista Manlio Cancogni, furono querelati dalla Società generale immobiliare per un'inchiesta sulla speculazione edilizia a Roma. I due giornalisti furono assolti in primo grado. Ma al processo d'appello furono condannati a otto mesi di reclusione e 70.000 lire di multa (23 dicembre 1957).
Francesco Tolin
Direttore responsabile dell'organo nazionale di Potere operaio, fu arrestato il 25 novembre 1969 per apologia di reato e "incitazione alla sovversione contro i poteri dello stato". Fu rinchiuso ancora prima del processo: uno dei pochi casi di carcerazione preventiva per un reato a mezzo stampa. Le accuse facevano riferimento ai numeri 7 (29 ottobre-5 novembre 1969) e 8 (13-20 novembre 1969) di «Potere operaio». Processato per direttissima, venne condannato a un anno e cinque mesi di reclusione.
Calogero Venezia
Il terzo giornalista a finire in carcere (pochi giorni a Regina Coeli), per reati d'opinione nella seconda metà del XX secolo fu Calogero Venezia, direttore del giornale satirico Il Male. Alla fine degli anni settanta fu condannato per vilipendio della religione e di un capo di Stato estero (il Papa).
Stefano Surace
Nel dicembre 2001 Stefano Surace, da trent'anni residente a Parigi, torna in Italia per fare visita al fratello malato. Il 24 dicembre le forze dell'ordine lo arrestano in esecuzione di due condanne per diffamazione a mezzo stampa che egli ha subito per alcuni articoli scritti negli anni sessanta (1963 e 1966).
Al tempo delle sentenze viveva già in Francia da anni ed era ignaro della condanna, che scopre al momento del suo arresto.

Surace, quasi settantenne, viene tradotto in carcere, dove inizia a scontare una pena di 2 anni, 6 mesi e 12 giorni. In sua difesa, alcune associazioni di diritti civili, il partito radicale, il quotidiano Libero di Vittorio Feltri si mobilitano. Nasce un caso, che viene ripreso anche dalla stampa internazionale.

Il carcere viene sostituito con una detenzione domiciliare sui generis: Surace è ufficialmente agli arresti domiciliari, ma il giudice non predispone una stretta sorveglianza nei suoi confronti. Surace "evade" e fa quindi ritorno a Parigi. Successivamente la Francia respinge ogni richiesta di estradizione.
Lino Jannuzzi
Nel 2002 Jannuzzi è stato condannato in via definitiva a due anni e cinque mesi per articoli ritenuti diffamatori scritti negli anni novanta sui magistrati del caso Tortora. Il giornalista viene messo agli arresti domiciliari; successivamente ottiene la grazia da Carlo Azeglio Ciampi.
Gianluigi Guarino
Ex direttore del Corriere di Caserta, sconta nel 2010 43 giorni di carcere per “omesso controllo” su una serie di articoli pubblicati sul quotidiano che aveva diretto.
Alessandro Sallusti
Nel febbraio 2007 Sallusti pubblica sul quotidiano che dirige, Libero, un articolo sotto lo pseudonimo Dreyfus
in cui lancia delle accuse ad un magistrato. La storia è quella di una ragazzina che sarebbe stata costretta ad abortire con il complice e burocratico assenso del togato. Successivamente pubblica un secondo articolo sulla vicenda scritto da un altro giornalista. Sallusti difende l'articolista non rivelando il suo nome e si assume la responsabilità di quanto era stato scritto. Nel 2011 viene condannato a 14 mesi per diffamazione a mezzo stampa (articolo 595 del codice penale italiano, Diffamazione). Sconta il primo mese agli arresti domiciliari, poi il presidente Giorgio Napolitano gli concede la grazia.
Francesco Gangemi
Nel 2013 Francesco Gangemi, direttore di un mensile a Reggio Calabria, è finito in carcere per scontare una pena detentiva di due anni. Il suo giornale aveva pubblicato un'inchiesta sulla tangentopoli reggina del 1992; Gangemi era stato condannato per non aver rivelato le fonti. Malato a 79 anni, gli sono stati concessi gli arresti domiciliari.
Giorgio Mulè e Andrea Marcenaro (vertenza in corso)
Mulé, direttore del settimanale Panorama, nel 2010 pubblica un'inchiesta firmata da Andrea Marcenaro su una vicenda di pretesi veleni interni alla Procura della Repubblica di Palermo. Dietro denuncia per diffamazione da parte del procuratore capo, nel 2013 entrambi vengono condannati, in primo grado: Marcenaro a un anno di reclusione senza la condizionale per diffamazione; Mulé a otto mesi per omesso controllo.

## L'Italia nei rapporti sulla libertà di stampa

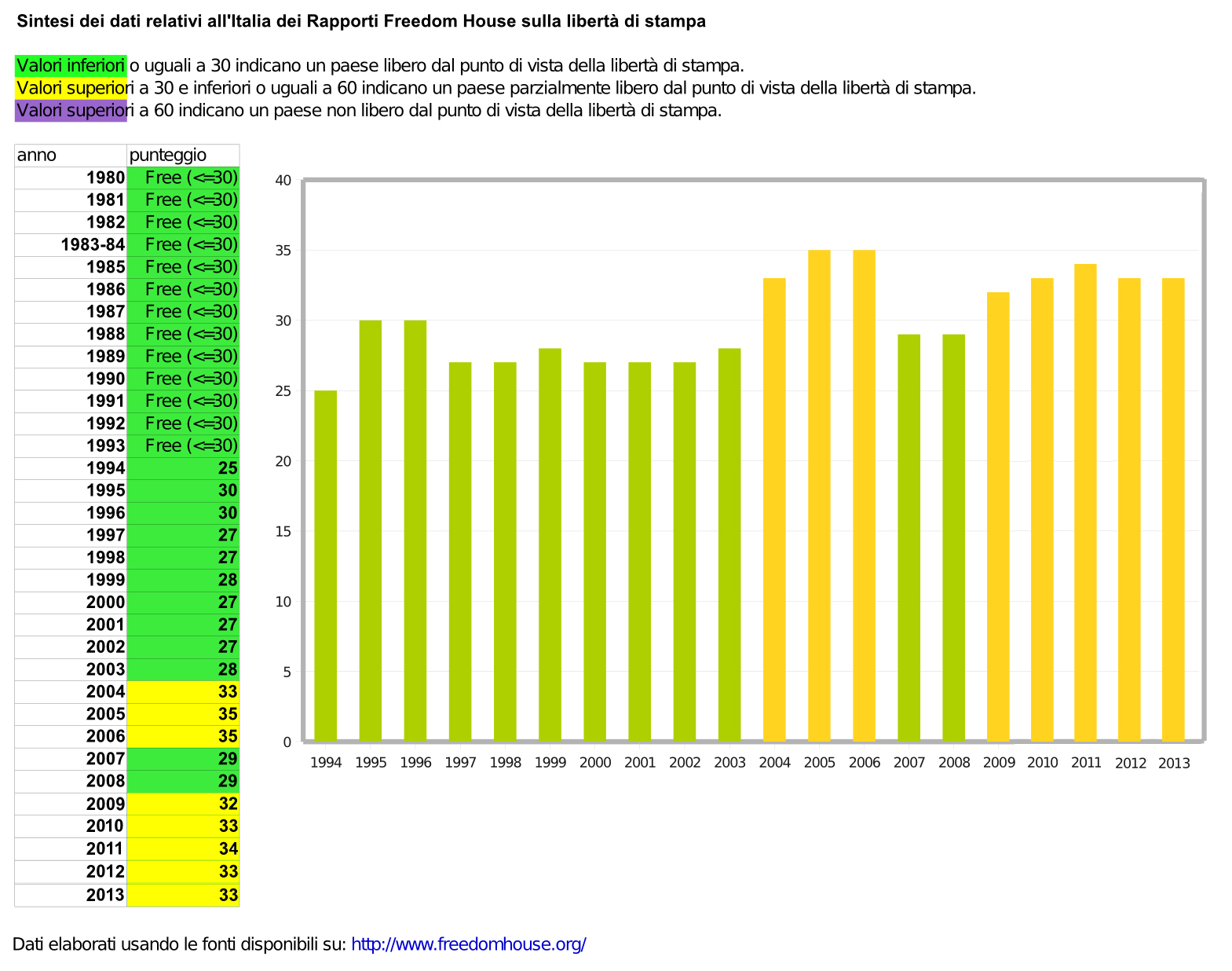
Dati di sintesi relativi all'Italia dei rapporti annuali di Freedom House sulla libertà di stampa dal 1980 al 2009.

L'Italia, dopo essere stata sempre indicata come «libera» (per quanto riguarda la libertà di stampa) nell'annuale rapporto Freedom of the Press, dell'istituto di ricerca statunitense Freedom House, nel 2004 è stata invece considerata come un paese «parzialmente libero» (partly free) a causa di 20 anni di amministrazione politica fallimentare, della controversa legge Gasparri del 2004 e della capacità del primo ministro di influenzare il servizio di trasmissione pubblica RAI, un conflitto di interessi tra i più flagranti del mondo.
La valutazione è la risultante numerica di vari aspetti della libertà di stampa, tra cui:
- Ambito legale: 11 punti;
- Influenze politiche: 13 punti
- Pressioni dagli ambienti economici: 9 punti
- PUNTEGGIO TOTALE: 33 Punti --> Paese parzialmente libero dal punto di vista della libertà di stampa.[22]

Nei rapporti del 2005 e del 2006 il giudizio sulla libertà di stampa subisce un'ulteriore riduzione, con l'aumento delle influenze politiche da 11 a 13 punti e il totale che sale da 33 a 35 punti
Nel 2007-2008 il valore di sintesi determinato dalla «Freedom House» è ritornato ad essere inferiore a 30 (per la precisione 29), ma nel 2009 è cresciuto di nuovo a 32, facendo scivolare l'Italia nel gruppo dei paesi semiliberi.
La libertà di espressione e la libertà di stampa sono garantite dalla costituzione italiana. Nel luglio 2005 il Parlamento ha votato per l'abolizione della condanna a pene detentive in seguito al reato di diffamazione a mezzo stampa, ma gli emendamenti non sono stati tramutati in leggi dello stato.
Alcuni uomini politici hanno promosso cause legali per diffamazione contro vari giornalisti nel 2004; nel febbraio di quell'anno, il giornalista Massimiliano Melilli è stato condannato a 18 mesi di prigione ed a una multa di 100.000 euro.
D'altra parte anche un politico, nello stesso anno, è stato arrestato per diffamazione a mezzo stampa: è il caso del senatore di Forza Italia Lino Jannuzzi, colpevole di aver pubblicato un articolo su un presunto summit internazionale segreto con magistrati e politici che avrebbero definito la strategia per arrestare Silvio Berlusconi. Jannuzzi, che ammise di essersi inventato tutto, venne condannato a 2 anni e 4 mesi di reclusione, salvo essere poi graziato dal Presidente della Repubblica, Carlo Azeglio Ciampi.
Nel dicembre 2004, i giornalisti del Corriere della Sera, protestarono per la crescente interferenza dell'editore e per le pressioni subite dagli azionisti di maggioranza. Il proprietario è il gruppo Rizzoli Corriere della Sera, la cui quota di maggioranza è detenuta da alcuni grandi gruppi industriali, riuniti in un patto di sindacato.
Secondo il rapporto 2008 di Reporters sans frontières (RSF), uno dei maggiori organismi internazionali per la difesa della libertà di stampa, l'Italia si pone al 44º posto (su 173) nel mondo. Sebbene in calo rispetto al 2007, quando occupava la 35ª posizione, il Paese si pone ad un livello paragonabile a quello di altre democrazie occidentali come la Spagna (39ª con un coefficiente di 8), la Francia (35ª con 7,67) detentrice del record europeo degli interventi giudiziari e di polizia in materia di segretezza delle fonti, con 5 perquisizioni e 4 convocazioni di giornalisti, gli Stati Uniti (al 41º posto) e Israele (a quota 46).
Nonostante ciò, l'Italia è uno dei paesi europei più soggetti alla censura: molti sono i casi documentati.
Vi sono inoltre numerose proposte per regolamentare l'uso di Internet.
Nel 2009 Freedom House ha indicato l'Italia come l'unica nazione dell'Unione Europea «parzialmente libera» (partly free) nel periodo 2004-2006, tornando «libera» nel periodo 2007-2008 e nuovamente «parzialmente libera» dal 2009 al 2012.

### Il rapportoFreedom Housedel 2004
Influenza del primo ministro sulle trasmissioni RAI
In Italia, nel 2004 era presidente del consiglio Silvio Berlusconi. Berlusconi è proprietario del primo gruppo televisivo privato del Paese, nonché della prima casa editrice nazionale. Il rapporto evidenzia la capacità del primo ministro di influenzare anche il servizio di trasmissione pubblica. Il suo partito politico, infatti, ha dei rappresentanti nella Commissione parlamentare di Vigilanza sulla RAI.
L'Osservatorio di Pavia, un ente indipendente che analizza i media, calcolava che nel febbraio 2004, Berlusconi occupava il 42 % del tempo totale dedicato ai politici dalle varie televisioni.
Nel luglio 2004 è stata approvata la legge sul conflitto di interessi, per risolvere le contraddizioni tra la posizione di Silvio Berlusconi come Presidente del Consiglio e quella di proprietario dei media. Anche se la legge in teoria limita il controllo dei politici sulle loro proprietà, non fa loro divieto di possedere compagnie mediatiche (a differenza degli USA, dove il controllo dei media è interdetto ai politici e dove al Presidente si applica il "blind trust").
La legge Gasparri
Nell'aprile del 2004, il parlamento approvava una riforma delle leggi che regolamentano l'emittenza radiotelevisiva, nota come "legge Gasparri", che introduce alcuni cambiamenti come l'ingiunzione ad alcuni canali di passare alla diffusione per via digitale terrestre e la privatizzazione parziale della RAI. La legge venne rinviata alle Camera dal Presidente Carlo Azeglio Ciampi, nel dicembre 2003.
Anche se successivamente la legge venne rivista con l'aggiunta di una clausola che limita il massimo introito che un singolo conglomerato dei media può guadagnare, essa escludeva i guadagni derivati dal possedere agenzie di raccolta pubblicitaria, case di produzione e distribuzione cinematografica oppure discografiche.
La legge permette anche al canale Retequattro di continuare la diffusione per via analogica terrestre. Il decreto è in contrasto con una sentenza del 2002 della Corte costituzionale che imponeva a Retequattro di interrompere la diffusione soltanto analogica nel gennaio del 2004, in modo da liberare spazi alla concorrenza, sia sotto forma di frequenze terrestri che di quote di pubblicità.

### Sentenza della Corte Europea sul caso Europa 7
Nel gennaio 2008, rispondendo a 10 domande poste dal Consiglio di Stato a proposito dell'irrisolta vicenda di Europa 7, la Corte Europea sancisce:
(Judgment of the Court (Fourth Chamber) of 31 January 2008 (reference for a preliminary ruling from the Consiglio di Stato (Italy) - Centro Europa 7 Srl v Ministero delle Comunicazioni e Autorità per le Garanzie nelle Comunicazioni, Direzione Generale Autorizzazioni e Concessioni Ministero delle Comunicazioni (Case C-380/05 - Operative part of the judgment))
(Giudizio della Corte (Quarta Camera) del 31 gennaio 2008 (domanda di pronuncia pregiudiziale proposta dal Consiglio di Stato (Italia) - Centro Europa 7 Srl contro Ministero delle Comunicazioni e Autorità per le Garanzie nelle Comunicazioni, Direzione Generale Autorizzazioni e Concessioni Ministero delle Comunicazioni (Caso C-380/05 - Parte operativa della sentenza).)

### Il rapportoDemonishing the mediadel 2018
Secondo il rapporto Demonishing the media realizzato nel 2018 dall'organizzazione britannica «Index on Censorship», l'Italia è stato il primo Paese in Europa per numero di aggressioni fisiche e intimidazioni segnalate nei confronti dei giornalisti, in modo particolare da parte di privati cittadini e della criminalità organizzata.

### Classifica diReporter Without Borders
La classifica 2022 realizzata da Reporter Without Borders in merito alla libertà di stampa nel mondo vede l’Italia al 58º posto dietro a tutte le altre maggiori nazioni europee, in discesa (nel 2020 era al 41°).